# Otto Zoller
Otto Zoller (* 14. April 1864 in Frauenfeld; † 2. Mai 1940 in Zürich) war ein Schweizer Jurist, Journalist und Politiker.

## Leben
Otto Zoller, Sohn eines Büchsenmachers ungarischer Herkunft, absolvierte ein Rechtsstudium in Zürich, München und Leipzig. 1885 promovierte er in Bern zum Dr. iur. 1886 war er als Journalist in Murten, 1887 in St. Gallen, 1888–1891 bei der Appenzeller Zeitung in Herisau, 1891–1902 bei den Basler Nachrichten und 1902–1205 bei der Basler Zeitung und Handelsblatt tätig. 1905–1908 wirkte er als Anwalt in Basel. 1908–1912 war er Redaktor der Davoser Zeitung. Ab 1912 war er Anwalt in Zürich und daneben für verschiedene Zeitungen als Korrespondent tätig.
In Basel war er für die Freisinnige Partei auch politisch aktiv: 1897–1908 sass er im Grossen Rat, den er 1902–1903 präsidierte. Nach den Parlamentswahlen 1902 war er bis 1905 im Nationalrat.